# 亨里克六世 (薩根公爵)
亨里克六世（波蘭語：Henryk VI Starszy，約1345年—1393年12月5日），薩根公爵，亨里克五世的長子，1368年至1393年在位。
1372年，亨里克六世與萊格尼察公爵瓦茨瓦夫一世的女兒雅德薇加結婚，兩人沒有子女。1393年，亨里克六世去世。